# فيليب فالاردو
فيليب فالاردو (بالإنجليزية: Philippe Falardeau)‏ (و. 1968 – م) هو كاتب سيناريو، ومخرج سينمائي من كندا .

## روابط خارجية
- فيليب فالاردو على موقع IMDb (الإنجليزية)
- فيليب فالاردو على موقع قاعدة بيانات الأفلام العربية
- فيليب فالاردو على موقع ألو سيني (الفرنسية)
- فيليب فالاردو على موقع أول موفي (الإنجليزية)
- فيليب فالاردو على موقع بوكس أوفيس موجو (الإنجليزية)
- فيليب فالاردو على موقع قاعدة بيانات الأفلام السويدية (السويدية)
- فيليب فالاردو على موقع قاعدة بيانات الفيلم (الإنجليزية)
- فيليب فالاردو على موقع كينوبويسك (الروسية)